# Uppsala kommun
59°51′N 17°39′Ø / 59.850°N 17.650°Ø
Uppsala kommune ligger  i landskapet Uppland i det svenske län Uppsala län. Kommunens administrationcenter  ligger i byen Uppsala.
Kommunen er Sveriges fjerde største i folketal og Uppsala  er landets fjerde største by. Kommunen er, i forhold til at ligge udenfor Sveriges skovbygder, usædvanlig stor i areal. I 2003 brød Knivsta kommun ud fra Uppsala og dannede en selvstændig kommune.

## Byer
Uppsala kommune har 22  byer.
Indbyggere pr. 31. december 2005.
| #   | By                 | Indbyggere |
| --- | ------------------ | ---------- |
| 1.  | Uppsala            | 128,409    |
| 2.  | Sävja              | 9.414      |
| 3.  | Storvreta          | 6.083      |
| 4.  | Björklinge         | 3.186      |
| 5.  | Bälinge            | 2.166      |
| 6.  | Vattholma          | 1.413      |
| 7.  | Vänge              | 1.245      |
| 8.  | Lövstalöt          | 982        |
| 9.  | Länna              | 698        |
| 10. | Almunge            | 691        |
| 11. | Skyttorp           | 664        |
| 12. | Knutby             | 534        |
| 13. | Järlåsa            | 451        |
| 14. | Ytternäs och Vreta | 405        |
| 15. | Gåvsta             | 398        |
| 16. | Gunsta             | 371        |
| 17. | Håga               | 317        |
| 18. | Ramstalund         | 313        |
| 19. | Skölsta            | 281        |
| 20. | Läby               | 230        |
| 21. | Vårdsätra          | 230        |
| 22. | Bärby              | 215        |

## Eksterne kilder og henvisninger
- Wikimedia Commons har flere filer relateret til Uppsala kommun
- ”Kommunarealer den 1. januar 2012” (Excel). Statistiska centralbyrån.
- ”Folkmängd i riket, län och kommuner 30 juni 2012”. Statistiska centralbyrån.